# Dornier Do N
Dornier Do N – niemiecki samolot wojskowy produkowany w zakładach Dornier na przełomie lat 20. i 30. Montowano go także na licencji w Japonii jako Kawasaki Ka 87. Samoloty nie różniły się od siebie i nazwy "Dornier Do N" oraz "Kawasaki Ka 87" stosuje się zamiennie. W przygotowaniach do produkcji samolotu w Japonii brał udział zespół konstruktorów z zakładów Dorniera, wraz z Claude Dornierem. Montowano w nim nie tylko silniki Rolls-Royce`a, ale też Napier Lion, czy BMW VI.